# Wodakle
Wodakle (lit. Vadokliai) – miasteczko na Litwie, położone w okręgu poniewieskim w rejonie poniewieskim, 17 km na północny wschód od Pogirów, 651 mieszkańców (2001). Siedziba starostwa Wodakle, znajduje się tu kościół, szkoła i poczta.
Dekretem prezydenta Republiki Litewskiej miasteczko otrzymało w 2008 herb.